# Bornholms Jernbanemuseum
Bornholms Jernbanemuseum, eller De Bornholmske Jernbaner Museum är ett privat järnvägsmuseum i Nexø på Bornholm i Danmark. Museet behandlar den smalspåriga De Bornholmske Jernbaner, förkortat DBJ, som var i drift mellan 1900 och 1968. I museets samlingar finns tågvagnar, bilder och en stationsmiljö.  
En av de utställda vagnarna är DBJ No. 26, en postsorteringsvagn. 
Bornholms Jernbanemuseum ligger i en stor träbyggnad vid hamnen, vilken tidigare varit båtbyggeriet Nexø Både. Byggnaden renoverades 1999 av Nexø Museum och Foreningen De Bornholmske Jernbaner. Museet drivs av Foreningen De Bornholmske Jernbaner.

## Bildgalleri

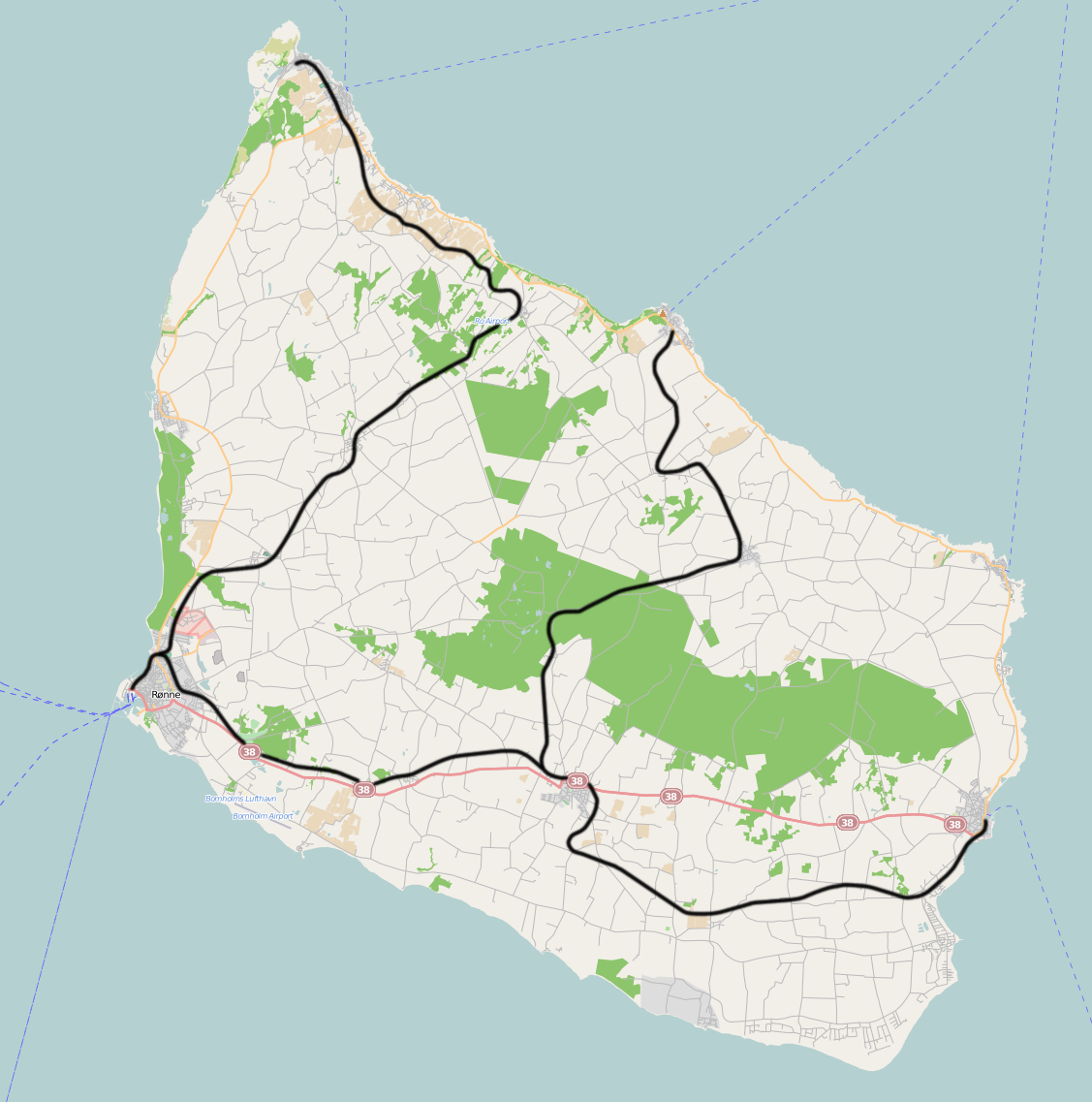
De Bornholmske Jernbaners linjenät
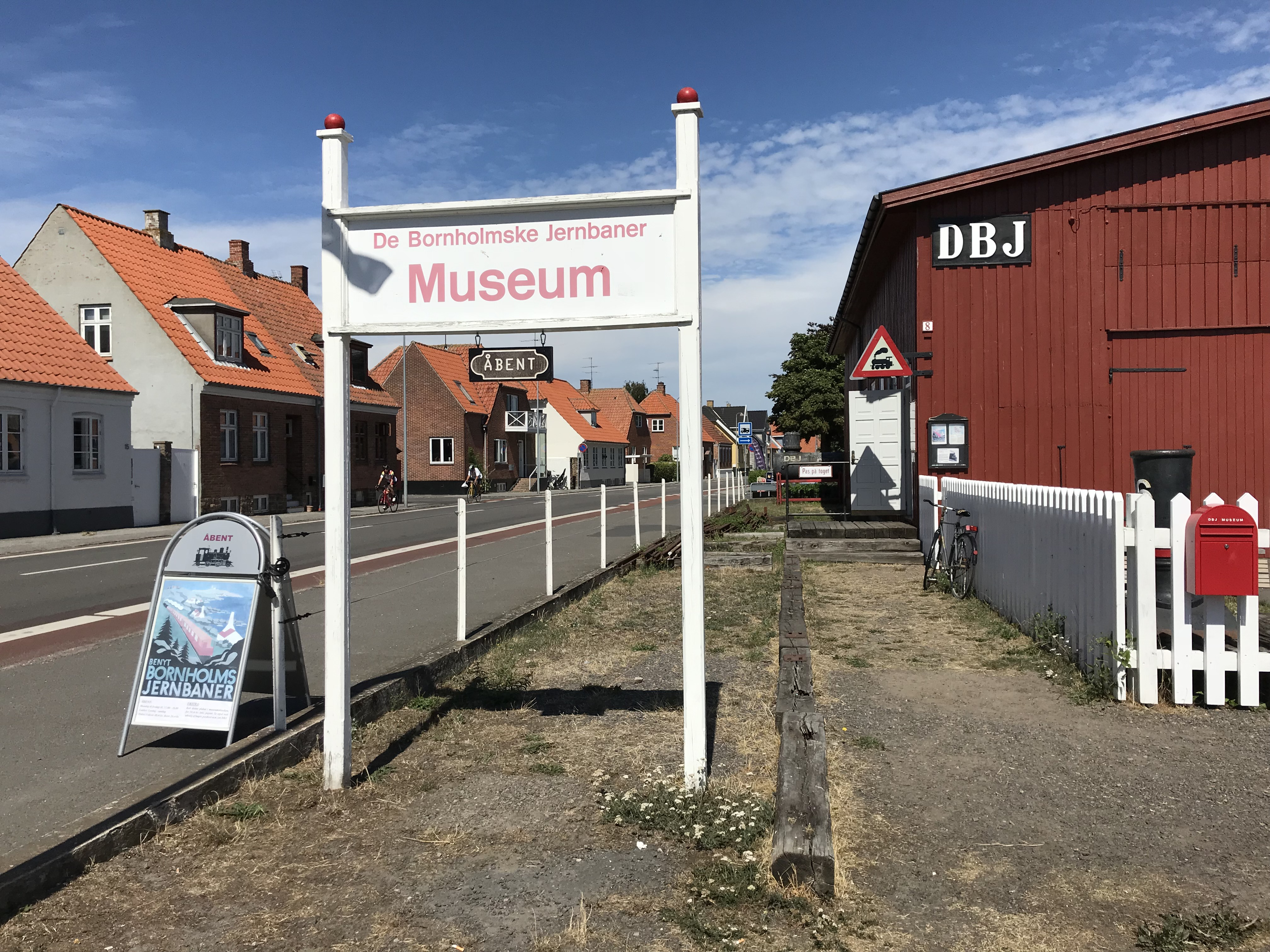
Bornholms Jernbanemuseum, 2018
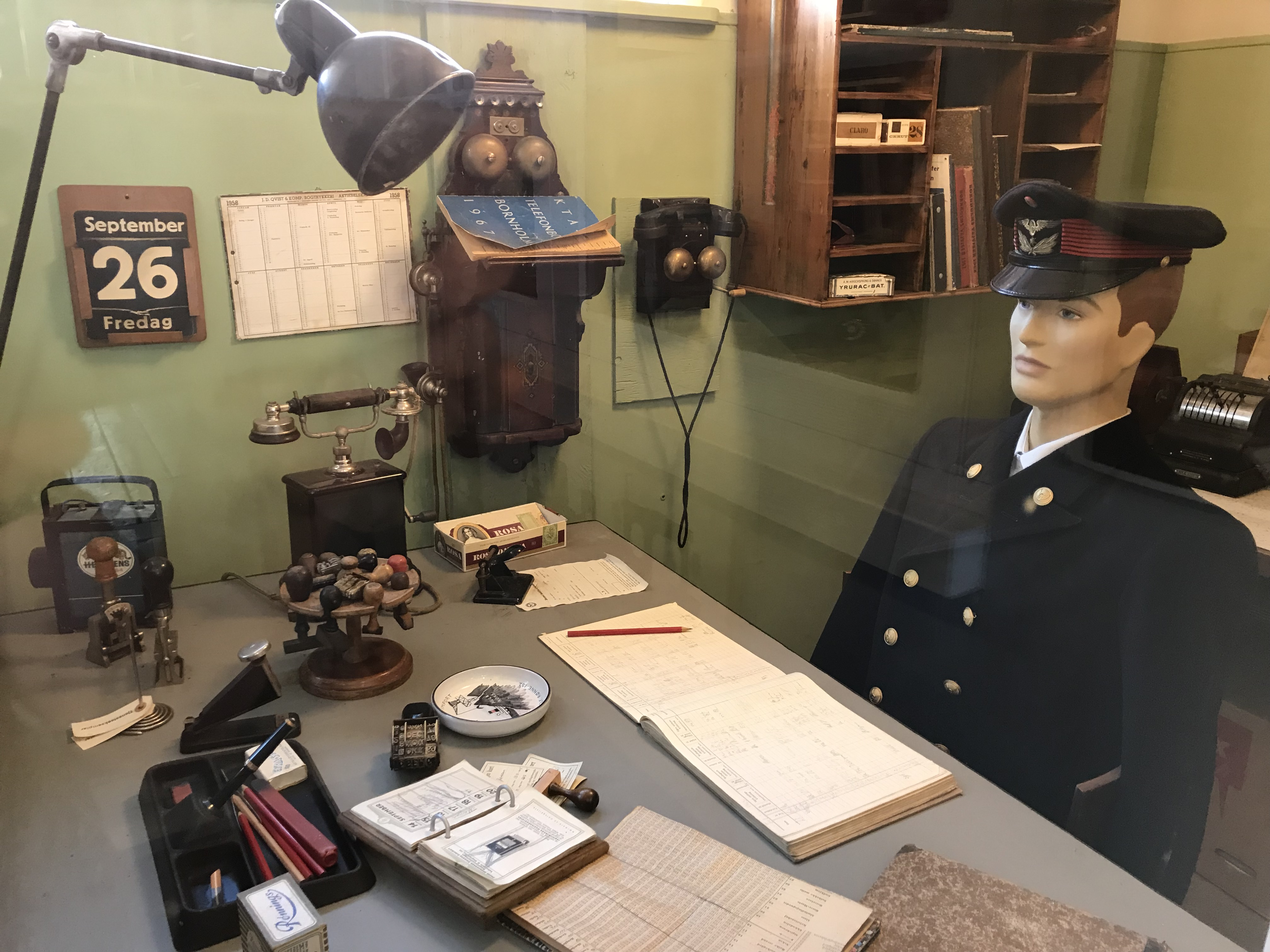
Interiör
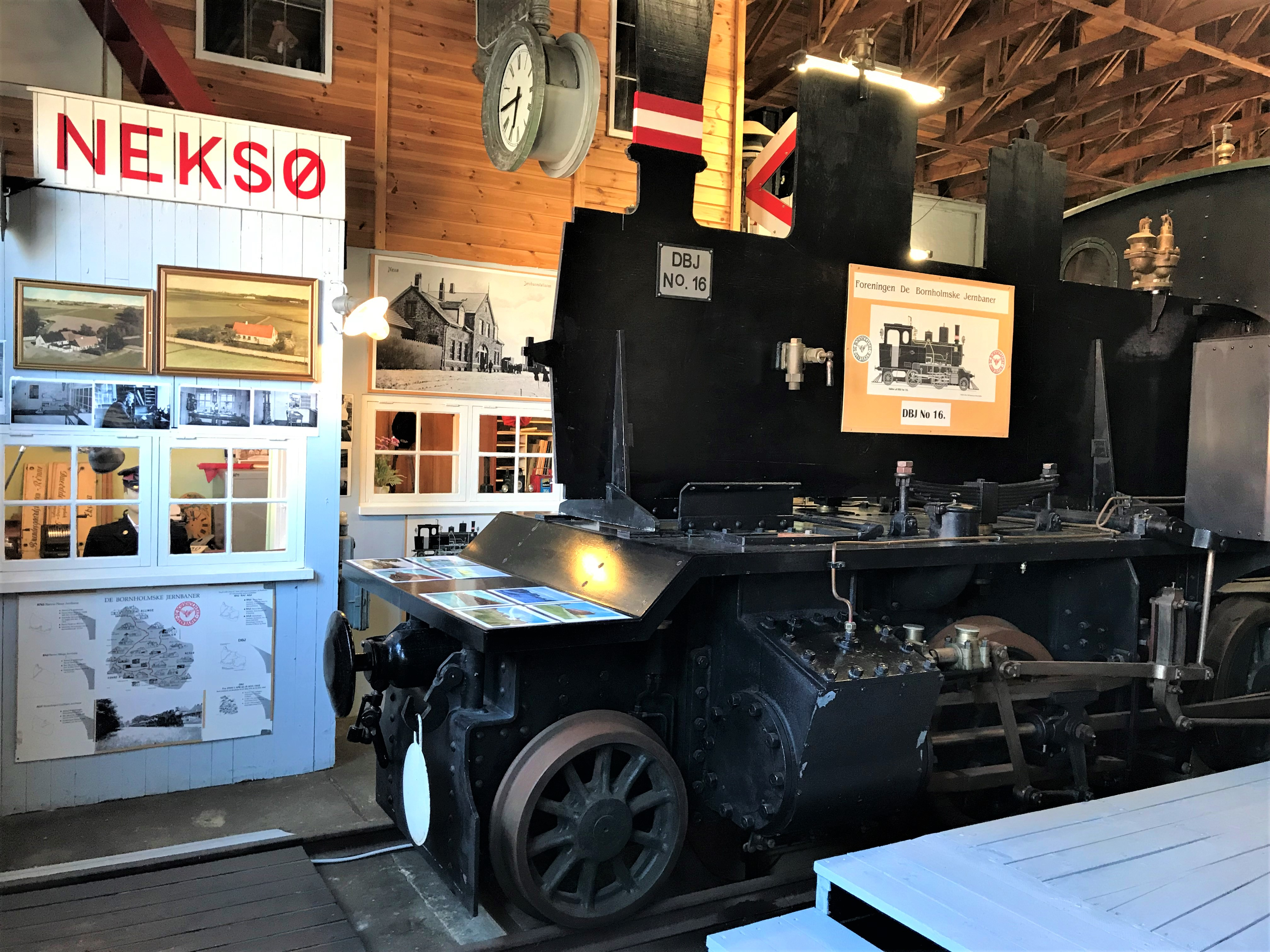
Interiör
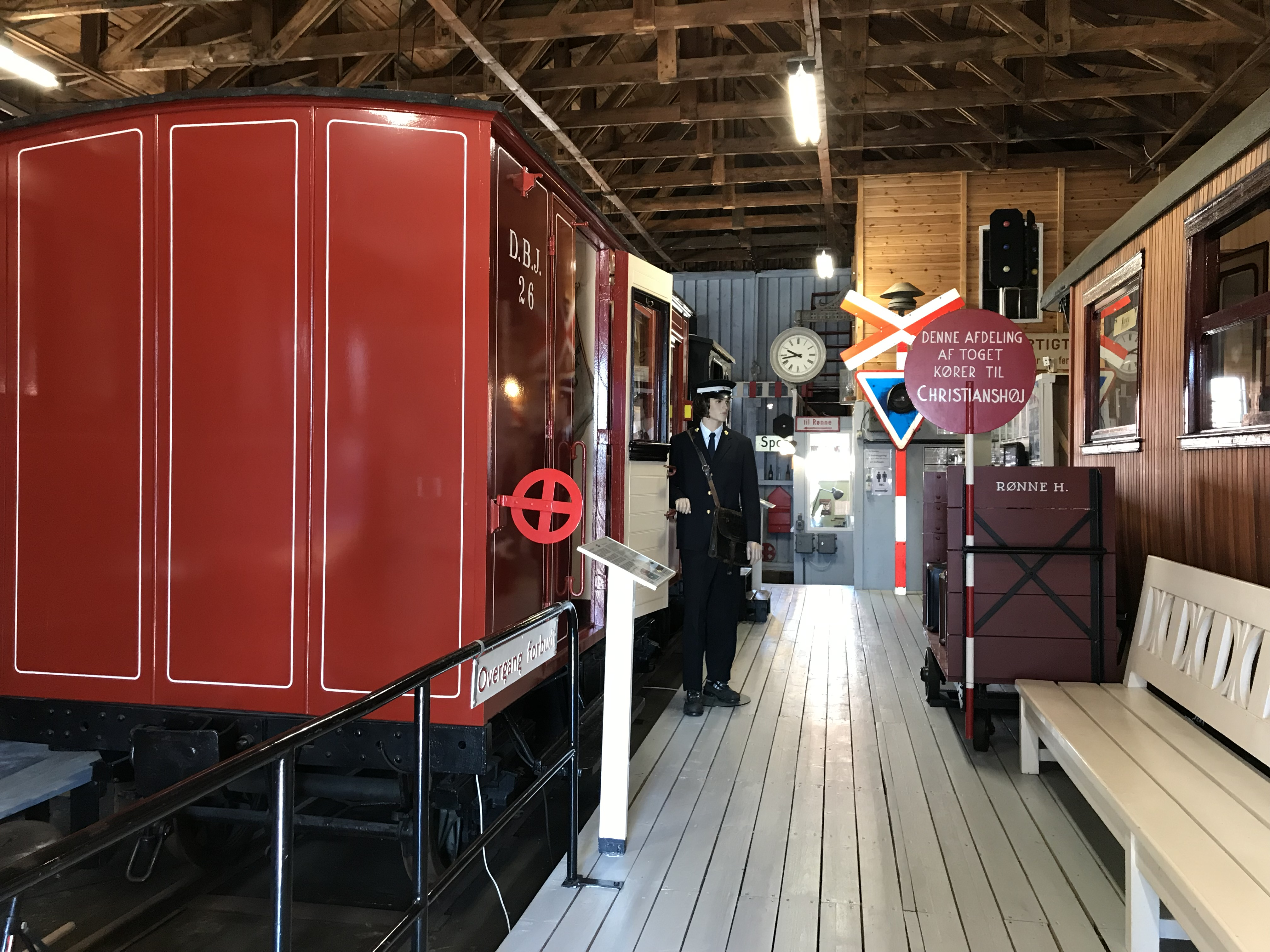
Interiör
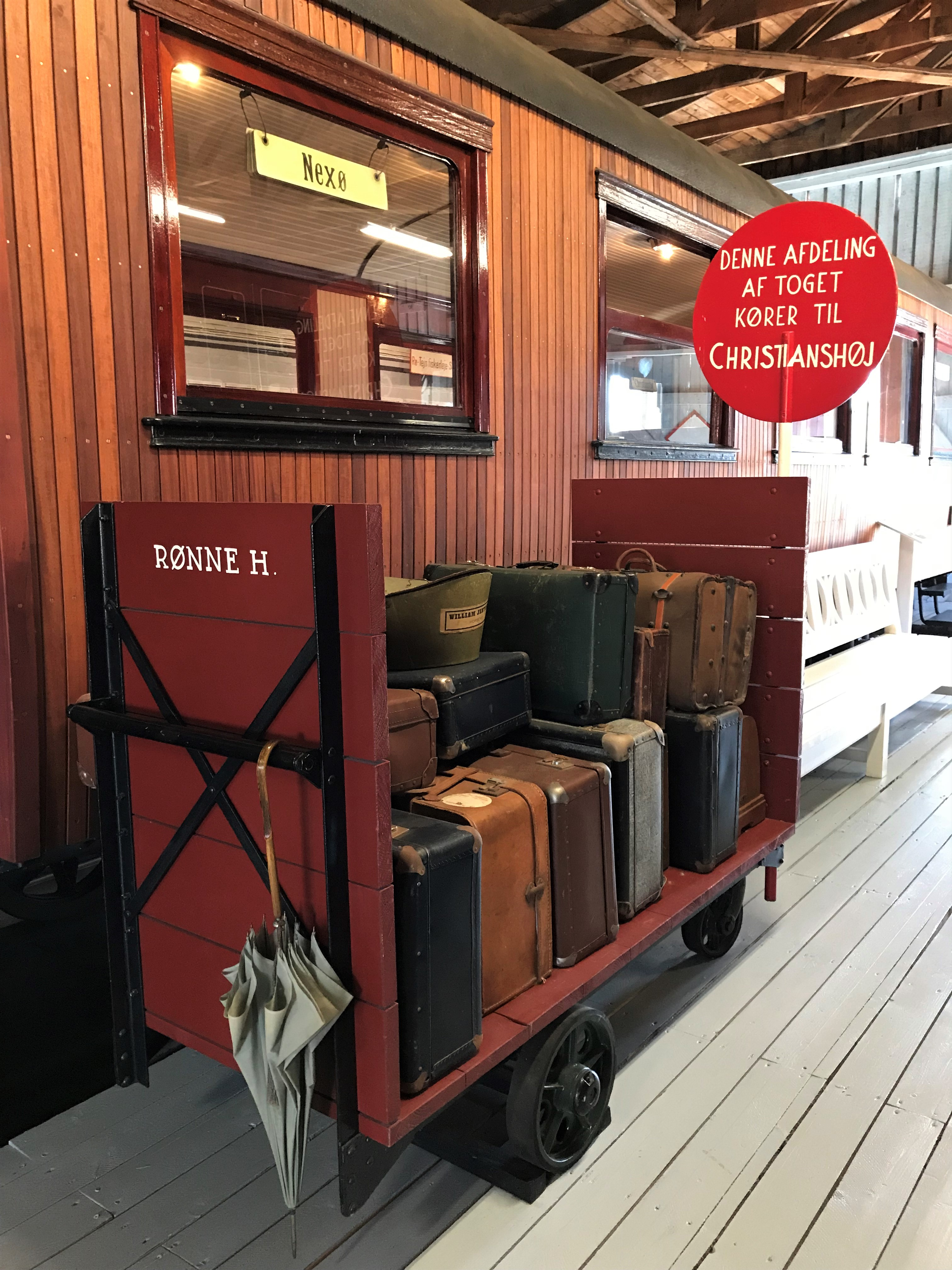
Interiör